# グラン・ガスコン・サントンジョワ
グラン・ガスコン・サントンジョワ（英：Grand Gascon Saintongeois）は、フランス原産のセントハウンド犬種のひとつである。作出者名にちなんでVirelade Houndとも呼ばれる。

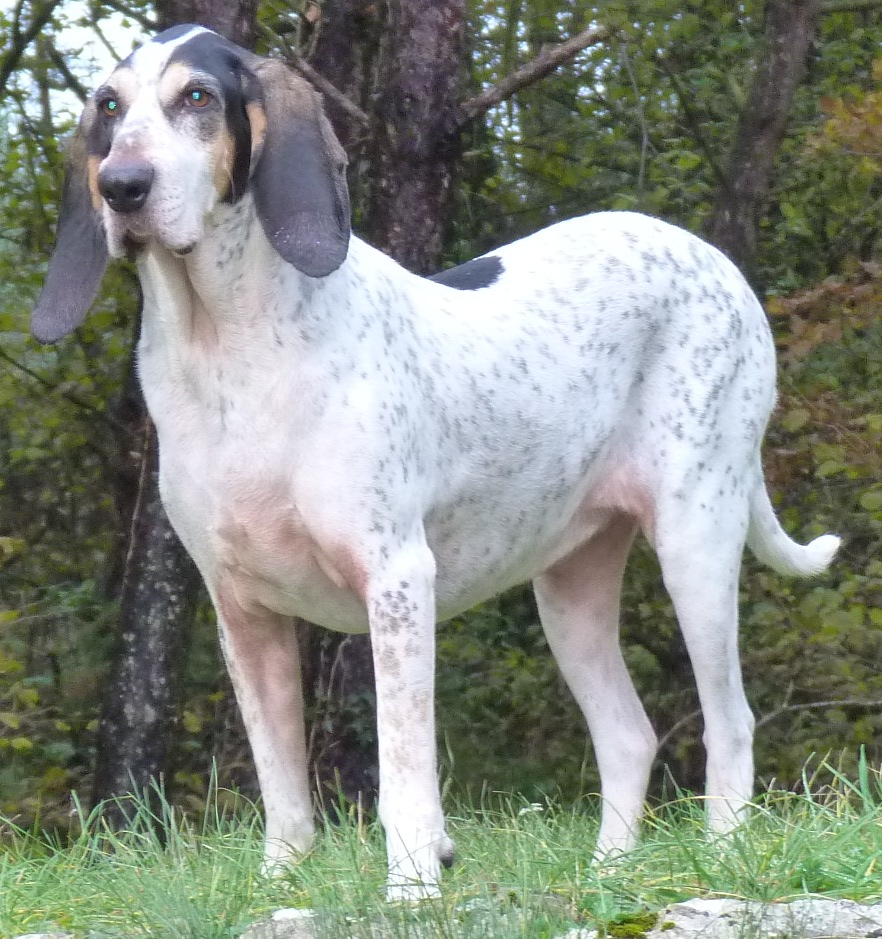
グラン・ガスコン・サントンジョワ

## 歴史
1840年代にサントンジョワ・ハウンドという犬種が絶滅の危機に瀕していた。その犬種はかつては高貴で優秀な狼猟犬として著名であったが、フランス革命の戦渦で多くの犬が死亡し、やむをえず近親交配が頻繁に行われたことにより犬質が大きく低下してしまっていた。これを復活させ、狼以外の獲物も狩れるように改良を加える目的で作られたのがグラン・ガスコン・サントンジョワである。本種の作出者、カライヨン・ラ・トゥール男爵がサントンジョワ・ハウンドの最後の生き残りたちを全て引き取り、男爵の友人がブリードしていたグラン・ブルー・ド・ガスコーニュを掛け合わせて遺伝子プールの閉塞を改善し能力の向上を行い、仕上げにアリエージョワの血を加えて微調整が行われ、完成した。
主に狼やイノシシ、シカなどの大型獣を狩るのに用いられた。小規模なパックで獲物の臭いを追跡し、発見すると自ら仕留めた。
先祖であるサントンジョワ・ハウンドとは異なり狼以外の獲物を狩ることもできるため、狼の頭数が減少して禁猟となった後も猟犬として生き残ることができた。しかし、20世紀終盤になると狩猟の重要性が薄れ、かつて数百パックあったパックの数はフランス中で10パックしかなくなるほど大幅に頭数が減少した。だが、近年の愛犬ブームで本種のよさが見直され、フランス国内で人気が再来した。とはいえ、フランス国外では極めて珍しい犬種で、ほとんど国外では飼育されていない。今日も多くは実猟犬として飼育され、ペットとして飼育されているものは珍しい。ショードッグとしても人気がある。

## 特徴
筋肉質で引き締まった体つきをしている。実猟タイプの犬はより筋肉質で、骨太である。頭部は小さめで、首は短く脚は長い。頭頂部は突出していて、マズルは短めで太く、ストップは浅い。胸は広めで、力はとても強い。走るのも早く、全力で走る際には躍動的で伸びやかなギャロップを見せるといわれる。耳は前方についた長めの垂れ耳、尾は先細りで飾り毛のない垂れ尾。コートは滑らかなスムースコートで、毛色はベースがホワイトで、それにブラックの斑とティッキング、及び目の上にタンのマーキングが入ったもの。頭部にもブラックのマーキングが入る。体高は雄65〜72cmで雌62〜67cm、体重は雌雄共に30〜32kgの大型犬。性格は知的で愛情深く、従順である。ただし元が生粋の猟犬であるため、独立心と狩猟本能が旺盛な猟犬気質も持っている。主人が適切にしつけを行えば猟犬気質の抑制が可能で、家庭犬としても迎え入れられる。吠え声も大きく、よく響く。主人家族に対しては友好的だが、見知らぬ人や犬に対しては強い警戒心を抱く。状況判断力は高い。運動量は非常に多く、かかりやすい病気は大型犬にありがちな股関節形成不全などがある。